# Моранцони, Роберто
Роберто Моранцони (итал. Roberto Moranzoni; 5 октября 1880, Бари — 14 декабря 1959, Дезио) — итальянский дирижёр.

## Биография
Работал в Пизе, затем в США — c 1910 года в Бостоне, в 1917—1924 годах руководил постановками итальянского репертуара в Метрополитен Опера, а затем в 1924—1929 годах был дирижёром Чикагской городской оперы.
Деятельность Моранцони в Нью-Йорке встречала противоречивые оценки: некоторые специалисты расценивают период его работы как безвременье между уходом из Метрополитен Артуро Тосканини и приходом в неё Туллио Серафина, другой исследователь характеризует его как квалифицированного, но невротичного. Тем не менее, именно Моранцони принадлежит честь премьерного исполнения оперного триптиха Джакомо Пуччини («Плащ», «Джанни Скикки», «Сестра Анджелика»), состоявшегося 14 декабря 1918, — рецензент отмечал высокопрофессиональную работу дирижёра.